# Казімеж Дейна
Казімеж Дейна (пол. Kazimierz Deyna вимоваⓘ, нар. 23 жовтня 1947, Старогард — пом. 1 вересня 1989, Сан-Дієго) — польський футболіст, що грав на позиції півзахисника.
Один з найкращих плеймейкерів польського футболу та збірної в період її найвищих досягнень, головний асистент знаменитих бомбардирів Лято і Гадохи. Олімпійський чемпіон 1972 року, призер чемпіонату світу 1974 і Олімпіади 1976 років. Капітан національної збірної Польщі. Тричі визнавався найкращим футболістом Польщі (1969, 1972, 1973). Грав в «Легії», англійському «Манчестер Сіті» і американському «Сан-Дієго Сокерс». Загинув у Каліфорнії в автокатастрофі в 41 рік. На згадку про нього футболка з номером 10 вилучена в «Легії».

## Клубна кар'єра
Народився 23 жовтня 1947 року в місті Старогард (нині — Старогард-Ґданський). Вихованець футбольної школи клубу «Влукняж» з рідного містечка.
У дорослому футболі дебютував 1966 року виступами за ЛКС (Лодзь), взявши участь лише у 1 матчі чемпіонату.
Своєю грою за цю команду привернув увагу представників тренерського штабу клубу «Легія», до складу якого приєднався 1966 року. Відіграв за команду з Варшави наступні дванадцять сезонів своєї ігрової кар'єри. Більшість часу, проведеного у складі «Легії», був основним гравцем команди, ставши з командою 1969 і 1970 року чемпіоном Польщі, а 1973 року виграв Кубок країни.
1978 року отримав дозвіл пограти за кордоном і уклав контракт з англійським «Манчестер Сіті», у складі якого провів наступні три роки своєї кар'єри гравця, проте закріпитись в основі так і не зміг.
З Англії Казімеж емігрував до США, де відіграв чотири сезони в північноамериканській футбольній лізі за клуб «Сан-Дієго Сокерс».
Загинув 1 вересня 1989 року на 42-му році життя у місті Сан-Дієго в автокатастрофі за кермом свого Dodge Colt.

## Виступи за збірну

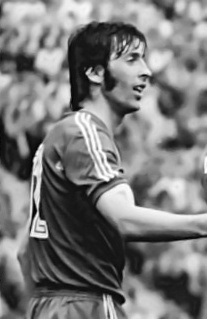
Казімеж Дейна на чемпіонаті світу 1974 року

24 квітня 1968 року дебютував за національну збірну Польщі в товариському матчі проти збірної Туреччини в Хожуві, який став найбільшою поразкою в історії турецької збірної (8:0).
Дейна завоював золоту медаль на олімпійських іграх у Мюнхені в 1972 році, ставши найкращим бомбардиром турніру з 9 голами, зробивши, в тому числі, дубль у фіналі в ворота угорців (2:1).
Через два роки допоміг «кадрі» здобути бронзу на чемпіонаті світу 1974 року. А сам Казімеж за підсумками року був визнаний третім футболістом Європи, отримавши бронзовий м'яч.
1976 року польська збірна вийшла в фінал олімпійського футбольного турніру, завоювавши срібні медалі, а Дейна забив один із голів на груповому етапі у ворота кубинців (3:2).
На другому для себе чемпіонаті світу 1978 року в Аргентині Дейна також забив один гол, допомігши команді вийти до другого групового етапу. Останній матч другого групового проти збірної Бразилії, який поляки програли 1:3 та вилетіли з турніру, став останнім для Дейни в футболці збірної.
Протягом кар'єри у національній команді, яка тривала 11 років, провів у формі головної команди країни 97 матчів, забивши 41 гол.

## Вшанування пам'яті
1994 року був обраний Польським футбольним союзом та читачами польських спортивних видань найкращим футболістом Польщі всіх часів.
У футбольному клубі «Легія», де Дейна провів 12 років, за футболістом закріплений ігровий номер 10.
2012 року вийшов комедійний фільм Бути як Казімеж Дейна (пол. Być jak Kazimierz Deyna).

## Титули і досягнення

### Командні
- Олімпійський чемпіон: 1972
- Срібний олімпійський призер: 1976
- Бронзовий призер чемпіонату світу: 1974
- Чемпіон Польщі (2) : 1969, 1970.
- Володар кубка Польщі: 1973.

### Особисті
- Володар «Бронзового м'яча» третього гравця чемпіонату світу 1974 року
- Найкращий футболіст Польщі 1969, 1972, 1973 років.
- 53-й футболіст Європи XX сторіччя за версією IFFHS
- Член Клубу видатних гравців збірної та Клубу 300
- Найкращий бомбардир футбольного турніру олімпійських ігор: 1972 (9 голів).